# Rifugio Primo Bonasson
Il rifugio Primo Bonasson è un rifugio alpino posto sulle Alpi Lepontine in Piemonte. Il Rifugio si trova nel comune di Santa Maria Maggiore, nella provincia del Verbano-Cusio-Ossola, a 1.925 m s.l.m. ed è gestito dalla sezione Vigezzo del Club Alpino Italiano.

## Caratteristiche
Il Rifugio Primo Bonasson è un rifugio alpino non gestito, quindi un bivacco, che si trova in Val d'Ossola. Per accedervi serve avere le chiavi reperibili presso la sezione Vigezzo del CAI che gestisce il rifugio la cui struttura è di proprietà del comune di Toceno. Il rifugio possiede un locale di emergenza sempre aperto a tutti anche in inverno. La struttura dispone di: 15 posti letto su tavolato con materassi e coperte, di una cucina con bombola a gas, di una toilette esterna, di acqua corrente e di luce elettrica. Il rifugio che si trova in località Alpe Cortevecchio viene usato come tappa nella Grande Traversata delle Alpi o come punto di appoggio per l'ascesa al Pizzo del Lago Gelato. La struttura fu inaugurata il 19 agosto del 1979 e dedicata all'alpinista vigezzino Primo Bonasson scomparso il 1 luglio 1979 sulla cresta della Pioda di Crana.

## Accessi
Si accede al rifugio da Arvogno in circa 5 ore.

## Ascensioni
- Pizzo del Lago Gelato - 2617m
- Pizzo Locciatenera - 2580m
- Pizzo di Madéi - 2551m
- Pizzo D'Apteggia - 2548m

## Traversate
Dal rifugio si possono intraprendere le seguenti traversate:
- La Grande Traversata delle Alpi
- La traversata dell'Alta Valle Isorno
- La traversata della Valle Antigorio